# Hexapropymat
Hexapropymat är ett sömnmedel som förekommit under varunamnet Modirax och dess egenskaper liknar de hos barbiturater. I Sverige avregistrerades detta läkemedel 1989.  
Det är narkotikaklassat i Sverige, ingående i förteckning V, vilket innebär att det inte omfattas av internationella narkotikakonventioner.